# Деца на времето
„Деца на времето“ е български детски 6-сериен телевизионен игрален филм от 2022 г. на режисьора Дико Бучуков. Сценарият е на Силвия Васева. Оператор е Антон Иванов.

## Сюжет
В малко градче край София през ваканцията се събират група деца, жадуващи за приключения, смях и игри... Малкият Митко иска да стане част от тайфата...

## Актьорски състав
| Роля                  | Изпълнител            |
| --------------------- | --------------------- |
| Митко                 | Алекс Димитров        |
| Виктория              | Сара Райкова          |
| Стефани               | Александра Петрова    |
| Дарина                | Изабел Маринова       |
| Васко                 | Василин Алексов       |
| Калин                 | Антонио Асенов        |
| Ники                  | Теодор Мишов          |
| Моника                | Виктория Петрова      |
| Емилия                | Виктория Йонкова      |
| Косьо                 | Стефан Дундаров       |
| Сами                  | Даниел Дундаров       |
| Хари, бащата на Митко | Антон Порязов         |
| Вероника              | Ина Христова          |
| Ралица                | Симеона Кирова        |
| чичо Тошко            | Димитър Георгиев-Дими |
| Еди                   | Едуард Марков         |
| Вая                   | Ема Радева            |